# Герб Казані
Герб Казані — офіційний символ муніципального утворення м. Казань, нарівні з прапором міста і штандартом казанського мера.

## Опис
Рішення Казанської ради народних депутатів від 24 грудня 2004 року описує «герб міста Казані» так:
|  | Герб міста Казані являє собою зображення на чотирикутні, з закругленими нижніми кутами, загострений у краї геральдичному щиті. Геральдичне опис зображення на гербі міста Казані говорить: «У срібному полі на зеленій землі чорний дракон з червленими крилами і мовою, з золотими лапами, кігтями і очима, увінчаний золотою короною. Щит увінчаний Казанської шапкою ». Дракон є силою творчої і яка сприяла людині, володіє космічної надприродною силою, символізує міць, велич, життя, світло, мудрість, непереможність, символ безсмертя і вічного відродження. Мова в формі стріли означає імпульс, швидкість і цілеспрямованість. Земля - хранителька життя і багатств, символ життя. Корона - символ досягнення високого ступеня розвитку. Казанська шапка вказує на статус Казані як столиці територій і їх стародавні традиції. Символічні значення кольорів: Зелений колір - символ весни, радості, надії, природи, означає достаток, процвітання, стабільність. Золото - символ найвищої цінності, багатства, величі, сталості, міцності, сили, великодушності, інтелекту, інтуїції і провидіння, сонячного світла. Срібний колір - символ досконалості, благородства, чистоти помислів, світу. Червлений колір - символ хоробрості, мужності, безстрашності, зрілості, енергії, життєздатності. Чорний колір - символ розсудливості, мудрості, чесності, смирення і вічності буття. |

## Історія
Про символіку Казані ханського періоду достовірних відомостей немає.
Відомо, що казанська гербова фігура використовувалася для позначення Казанського царства вже в Великій печатці царя Іоанна IV. В указі царя Олексія Михайловича про виготовлення гербового прапора 1666 року наводилося такий її опис:
Печать Казанська на ній в Каруни василіск, крила золото, кінець хвоста золот.
Однак перші офіційно затверджені гербоподібні символи з'являються в Росії тільки на початку XVIII століття, коли армійські полки отримують назви відповідно до місць їх дислокації, а на полкових прапорах з'являються гербоподібні символи відповідних територій. Зокрема, відомі зображення прапорів казанського полку 1712 і 1730 років, а також герб на прапорі Свіяжского полку з так званого «прапорів гербовника Мініха» 1730 року.
У 1730 році герб для прапорів Казанського піхотного полку був описаний так: «в золотому щиті, на білому полі чорний змій з червоними крилами під золотою короною Казанського Царства».
«Для відправлення геральдичного мистецтва» Петром I в 1724 році в Росії був запрошений геральдист Франц Санті. Йому було доручено скласти герби областей і міст. Казанський герб їм був описаний таким чином: «Поле срібне з драконом або змієм чорним, у якого крила червоні, а коронований золотий або жовтої короною; той же дракон сидить на зеленому дёрне».
Подібне ж зображення «герба Казанського» можна знайти в Брюсовому календарі, виданому в 1775 році.

### Давня казанська символіка

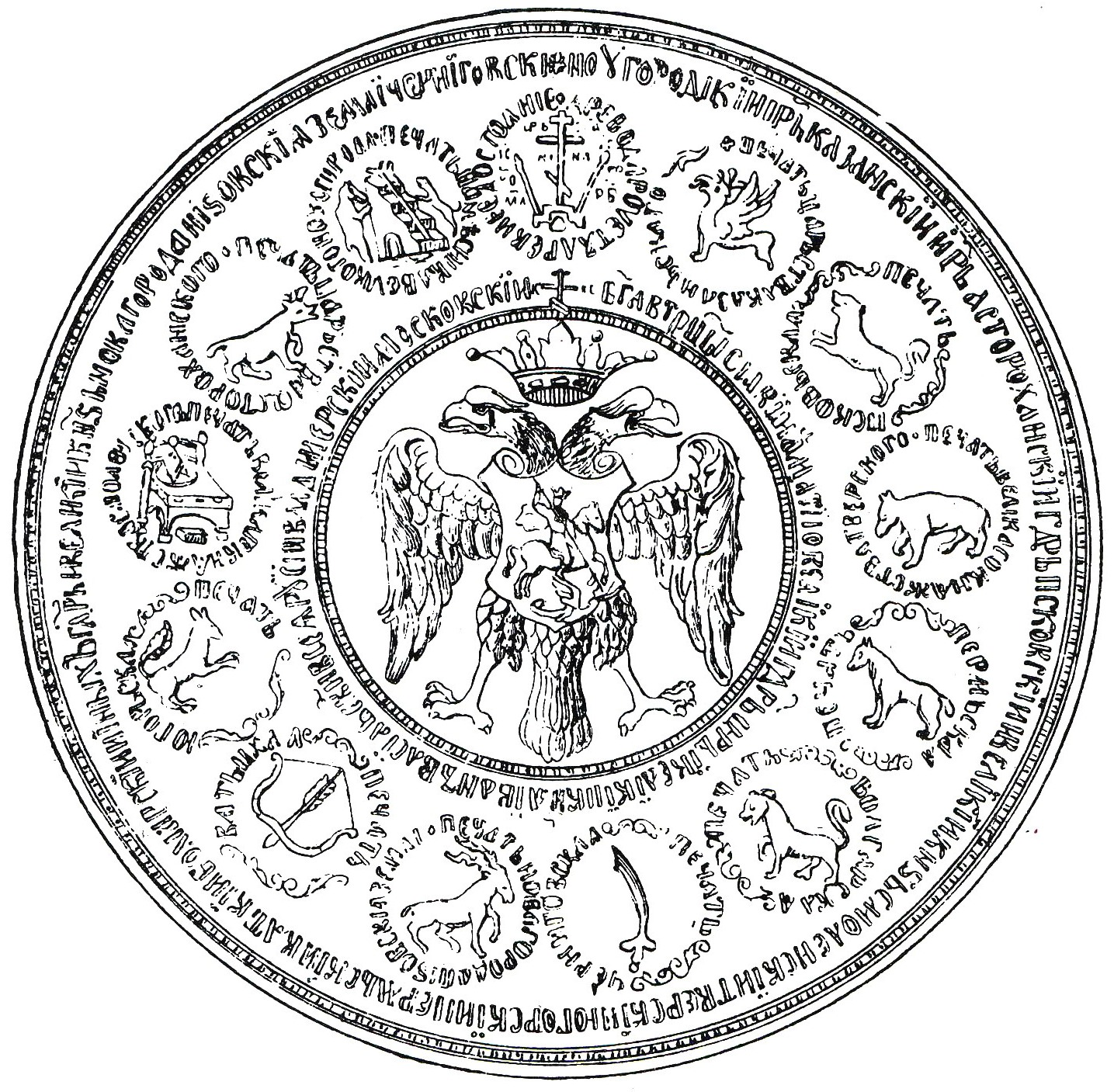
Велика печатка Івана IV Васильовича (XVI століття). Друк Царства Казанського вгорі праворуч.

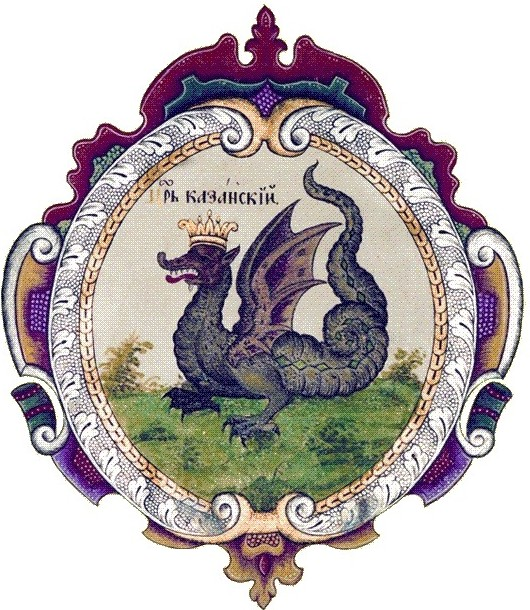
Емблема Казанського царства з царського титулярника 1672 року.

Однак перші офіційно затверджені гербоподібні символи з'являються у Росії тільки на початку XVIII століття, коли армійські полки отримують назви у відповідності з місцями їх дислокації, а на полкових прапорах з'являються гербовидные символи відповідних територій. Зокрема, відомі зображення прапорів казанського полку 1712 і 1730 років, а також герб на прапорі Свияжского полку з так званого «Знаменного гербовника Мініха» 1730 року.
У 1730 році герб для прапорів Казанського піхотного полку був описаний так: «у золотому щиті, на білому полі чорний змій з червоними крилами під золотою короною Казанського Царства».
«Для відправлення геральдичного мистецтва» Петром I в 1724 році в Росії був запрошений геральдист Франц Санті. Йому було доручено скласти герби областей і міст. Казанський герб їм був описаний наступним чином: «Поле срібне з драконом або чорним змієм, у якого крила червоні, а коронований златою або жовтої короною; той же дракон сидить на зеленому дерне».
Подібне ж зображення герба Казанського» можна знайти в Брюсовому календарі, виданому в 1775 році.

### Герб 1781 року

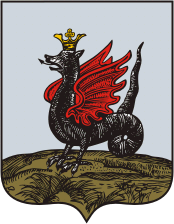
Герб Казанського намісництва з 18 жовтня 1781 року

18 жовтня 1781 року для Казанського намісництва імператрицею Катериною II був Височайше затверджений свій герб. Він був описаний наступним чином: «чорний змій, під золотою короною Казанскою, крила червоні, поле біле». Герб являв собою французький геральдичний щит, на якому зображувався стоїть чорний коронований золотий Казанської шапкою змій з червоними крилами в білому полі на зеленій землі, як на емблемі Казанського царства в царському тітулярнік 1672 року.

### Герб 1856 року
8 грудня 1856 року Олександром II був затверджений новий герб Казанської губернії: «У срібному щиті чорний коронований дракон, крила і хвіст червленые, дзьоб і кігті золоті; мова червлений. Щит увінчаний Імператорською короною та оточений золотим дубовим листям, з'єднаним Андріївською стрічкою». Дракон при цьому став зображуватися шествующим (йде).

### Радянський період
У радянський час Казань не мала офіційно встановленого геральдичного символу міста. Затверджені в царський час герби не використовувалися.
Неофіційно символами Казані виступали зображення таких архітектурних пам'яток міста, як Спаська вежа Казанського кремля, башта Сююмбіке, державний цирк.

### Сучасна казанська символіка

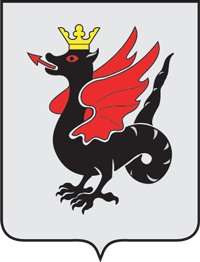
Зображення, неофіційно використовувалося в якості герба Казані в 1990-е (до 2004 року).

До роботи над символами Казані були залучені історики, археологи, філологи, мистецтвознавці. Питання про герб і прапор Казані обговорювалися в Інституті історії та Інституті мови, літератури і мистецтва Академії наук Республіки Татарстан. Проекти герба і прапора Казані попередньо пройшли експертизу в Державному геральдичному раді при Президенті Росії, були схвалені Геральдичною радою при Президентові Татарстану.
В результаті 24 грудня 2004 року рішенням Казанського Ради народних депутатів було затверджено Положення про герб і прапор міста.
Еталон герба (кольоровий та чорно-білий малюнки) та прапора міста Казані, а також їхні описи були поміщені на зберігання в Музей 1000-річчя міста Казані і доступні для ознайомлення всім зацікавленим особам.
Герб міста зображений на посадовий знак мера Казані; на медалі «В пам'ять 1000-річчя Казані».

## Гербова фігура
Гербова фігура казанського герба є негеральдичною. Це фантастичне (легендарне) тварина, яка в різний час називали по-різному: як василіск, крилатий змій (змій) або дракон; але при цьому саме зображення тварини і атрибут зав'язаного вузлом хвоста істотного формозміни не зазнали. Незмінний був і такий компонент гербової фігури, як наявність у неї корони.
Походження казанської гербової фігури пов'язують, в першу чергу, з татарської легендою про Зиланте — зміїним царем, що мешкали на місці Казані. Азбучно дракон означає - дерти кон, підвалини. Зав'язаний хвіст символізує утихомирення дракона.

## Казанська символіка в гербі Російської імперії

Малий державний герб Росії (1883)

На Великому Державному гербі герб Казані избражался з короною (шапкою Казанської) першим серед дев'яти гербів, що оточували головний щит. На Малому Державному гербі він зображувався без корони, на крилі російського двоголового орла, першим з восьми гербів, що оточували центральний щит із зображенням московського герба.

## Казанська символіка в гербах інших міст
У 1781 році майже для всіх повітових міст Казанського намісництва (крім самій Казані і Свіяжска) герольдмейстером А. А. Волковим були складені герби з поміщеним у верхній частині пересеченных щитів «гербом Казанським». Це герби Арска, Козьмодемьянска, Лаишева, Мамадыша, Спаська, Тетюш, Царевококшайска, Цивильска, Чебоксар, Чистополя і Ядерної.

Гербы уездных городов Казанского наместничества 1781 года
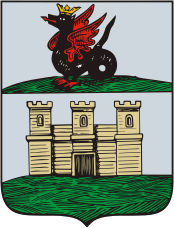
Герб Арска
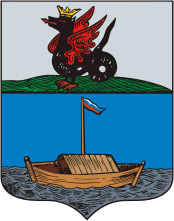
Герб Лаїшева
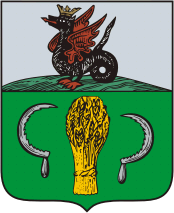
Герб Мамадиша
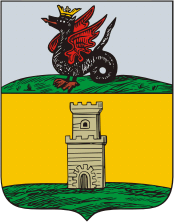
Герб Спаська
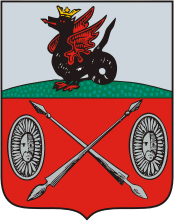
Герб Тетюш
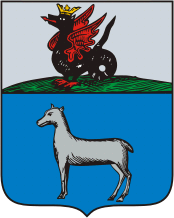
Герб Царевококшайска
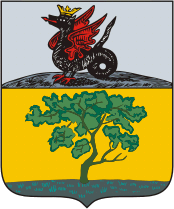
Герб Цивільска
Герб Чебоксар
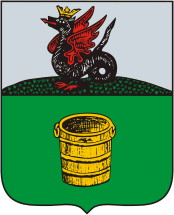
Герб Чистополя
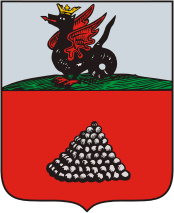
Герб Ядрина

В даний час лише деякі із зазначених міст зберегли казанську символіку у своїх гербах. Це розташовані нині: у Татарстані — Болгар (Спаськ), Лаишев і Чистопіль; в Чувашії — Ядрин.

## Використання герба Казані

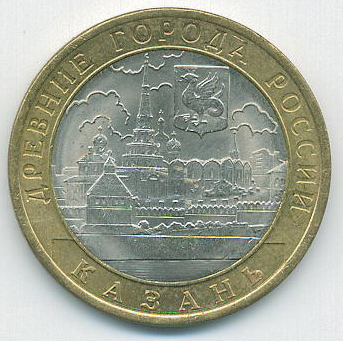
Пам'ятна монета вартості десять карбованців 2005 року з циклу «Стародавні міста Росії».

Герб Казані використовується для позначення міста Казані (наприклад, поміщається на покажчиках при в'їзді на територію міста), прикраси фасадів будівель і фасадних вивісок міських органів влади, муніципальних підприємств і організацій. Герб в обов'язковому порядку розміщується в залах і робочих кабінетах посадових осіб муніципального освіти Казані.
Також герб Казані розміщується на печатках і бланках документів, на офіційних виданнях міста.
Він може розміщуватись на транспортних засобах, що перебувають у муніципальній власності, на форменому одязі міських службовців, на міських друкованих виданнях засобів масової інформації.